# Kyrkås socken, Jämtland
För socknen med detta namn i Västergötland, se Kyrkås socken.
Kyrkås socken i Jämtland ingår sedan 1971 i Östersunds kommun och motsvarar från 2016 Kyrkås distrikt.
Socknens areal är 131,20 kvadratkilometer, varav 123,00 land. År 2000 fanns här 333 invånare. Kyrkås gamla kyrka i den gamla kyrkbyn samt Kyrkås nya kyrka i Lungre ligger i socknen.

## Administrativ historik
Kyrkås socken bildades, eventuellt återuppstod, omkring 1400 genom utbrytning ur Lits socken. 
Vid kommunreformen 1862 överfördes ansvaret för de kyrkliga frågorna till Kyrkås församling och för de borgerliga frågorna till Kyrkås landskommun. Landskommunen inkorporerades 1952 i Lits landskommun och ingår sedan 1971 i Östersunds kommun. Församlingen uppgick 2010 i Häggenås-Lit-Kyrkås församling.
1 januari 2016 inrättades distriktet Kyrkås, med samma omfattning som församlingen hade 1999/2000.
Socknen har tillhört fögderier, tingslag och domsagor enligt vad som beskrivs i artikeln Jämtland. De indelta soldaterna tillhörde Jämtlands fältjägarregemente och Jämtlands hästjägarkår.

## Geografi
Kyrkås socken ligger nordost om Östersund. Socknen är en mjukt kuperad myrrik skogsbygd.
Inom socknen finns några byar med odlingsmark: Bringåsen, Brynje, Kläppe, Kyrkbyn, Lungre och Sjör.

## Fornlämningar
Inom Kyrkås socken har man anträffat cirka 75 fångstgropar som antas vara från medeltiden. Man har vidare anträffat sju ödesbölen från medeltiden samt slagg efter lågteknisk järnhantering.

## Namnet
Namnet (1440 Kirkivas) betyder 'åsen med kyrkan'. Socknen skrevs 1407 Hiælzsioasa, Hjällsjöås, vilket eventuellt kan indikera att den tidigare socknen övergetts (digerdöden?) och att det nya namnet uppstod när den nya kyrkan kom på plats.

## Befolkningsutveckling
| Befolkningsutvecklingen i Kyrkås socken, Jämtland 1750–1990                                              | Befolkningsutvecklingen i Kyrkås socken, Jämtland 1750–1990 | Befolkningsutvecklingen i Kyrkås socken, Jämtland 1750–1990 | Befolkningsutvecklingen i Kyrkås socken, Jämtland 1750–1990 | Befolkningsutvecklingen i Kyrkås socken, Jämtland 1750–1990 |
| --- | ----------------------------------------------------------- | ----------------------------------------------------------- | ----------------------------------------------------------- | ----------------------------------------------------------- |
| |                                                             |                                                             |                                                             |                                                             |
| År |                                                             |                                                             | Folkmängd                                                   |                                                             |
| 1750 | 1750                                                        |                                                             | 171                                                         |                                                             |
| 1760 | 1760                                                        |                                                             | 185                                                         |                                                             |
| 1769 | 1769                                                        |                                                             | 209                                                         |                                                             |
| 1780 | 1780                                                        |                                                             | 200                                                         |                                                             |
| 1790 | 1790                                                        |                                                             | 172                                                         |                                                             |
| 1810 | 1810                                                        |                                                             | 231                                                         |                                                             |
| 1820 | 1820                                                        |                                                             | 242                                                         |                                                             |
| 1830 | 1830                                                        |                                                             | 292                                                         |                                                             |
| 1840 | 1840                                                        |                                                             | 310                                                         |                                                             |
| 1850 | 1850                                                        |                                                             | 334                                                         |                                                             |
| 1860 | 1860                                                        |                                                             | 382                                                         |                                                             |
| 1870 | 1870                                                        |                                                             | 398                                                         |                                                             |
| 1880 | 1880                                                        |                                                             | 408                                                         |                                                             |
| 1890 | 1890                                                        |                                                             | 433                                                         |                                                             |
| 1900 | 1900                                                        |                                                             | 432                                                         |                                                             |
| 1910 | 1910                                                        |                                                             | 429                                                         |                                                             |
| 1920 | 1920                                                        |                                                             | 408                                                         |                                                             |
| 1930 | 1930                                                        |                                                             | 380                                                         |                                                             |
| 1940 | 1940                                                        |                                                             | 379                                                         |                                                             |
| 1950 | 1950                                                        |                                                             | 368                                                         |                                                             |
| 1960 | 1960                                                        |                                                             | 319                                                         |                                                             |
| 1970 | 1970                                                        |                                                             | 252                                                         |                                                             |
| 1980 | 1980                                                        |                                                             | 279                                                         |                                                             |
| 1990 | 1990                                                        |                                                             | 322                                                         |                                                             |
| Anm: Källor: Umeå universitet - Tabellverket 1749-1859, Demografiska databasen, CEDAR, Umeå universitet. |                                                             |                                                             |                                                             |                                                             |